# 山本美希
山本 美希（やまもと みき、1969年8月30日 - ）は、NHKのエグゼクティブアナウンサー。

## 人物
子供の頃、父親の転勤によりアメリカで生活。高校時代にはカナダ・ケベック州にも留学している。私立神戸女学院高等学部、神戸女学院大学卒業後、1992年バイリンガル・リポーター（記者）として入局。村上由利子・鹿島綾乃同様、記者から転じたアナウンサーの一人。英語だけではなく、フランス語なども堪能である。NHKワールドTVの前身とも言えるBS-1の「TODAYS JAPAN」にてレポーターや、レギュラーのジェーン・ラモントのピンチヒッターでキャスターを務めることがあった。TODAYS JAPAN時代に結婚し、それ以前は林美希と名前が表記されていた。
2014年の定期異動で、国際放送局の英語アナウンサーとなり、海外向けのNHKワールドTVキャスターに就任。

## 現在の担当番組
- NHK NEWSLINE（アンカー・リポーター）

## 過去の担当番組

### 報道・情報系
- TODAYS JAPAN（PD兼レポーター、1994年）
- ほっと関西
- NHKニュースおはよう日本
  - 関西発紅葉中継
  - 膳場貴子の代理（2002年8月）
  - 中條誠子の代理（2003年8月）
- BSニュース50（2003年4月 - 2005年3月）
- 被災者の声・いま私たちにできること（2004年11月）
- NHK週刊ニュース（2006年4月 - 2009年3月）[3]
- 海外安全情報※（NHKワールド、BS1）
- NHKニュース (午後5時)※（総合）
- NHKニュース7※（ニュースリーダー）
- NHK NEWSLINE（アンカー）

※印の番組は、いずれも2006年4月 - 2008年3月で、主に水曜日の担当となることが多かった。

### 紀行系
- 小さな旅（2002年4月 - 2006年3月）
- 探検ロマン世界遺産 リポーター（2005年4月 - 2006年3月）

### エンターテイメント系
- デジタル・スタジアム ナビゲーター（2003年4月 - 2004年3月）
- きょうの料理（2008年3月までは東京発を、2009年4月からは大阪発を担当）
- 趣味悠々 動物を描く〜竹内浩一の日本画入門〜（2009年9月）ナレーション
- ホリデーインタビュー「はるな愛・賢示と愛　私の中のいとしい二人」（2010年7月19日）聞き手
- おしゃれ工房（大阪発、2009年4月 - 2010年3月）→ すてきにハンドメイド（大阪発、2011年4月 - 2013年3月）
- 連続テレビ小説1週間ダイジェスト（20分版＜NHKとっておきサンデー枠内＞、5分版　ドラマは大阪局制作） ナレーター
  - カーネーション（2011年10月 - 2012年4月）
  - 純と愛（2012年10月 - 2013年3月）
  - ごちそうさん（2013年10月 - 2014年3月）